# أنخيل بوليدو
أنخيل بوليدو (بالإسبانية: Ángel Pulido Fernández)‏ هو سياسي إسباني، ولد في 1852 في مدريد في إسبانيا، وتوفي بنفس المكان في 1932. انتخب Undersecretary of the Ministry of the Interior ‏ (ديسمبر 1906 – ) وانتخب عضو مجلس الشيوخ الإسباني ‏.